# Phytoliriomyza arctica
Phytoliriomyza arctica este o specie de muște din genul Phytoliriomyza, familia Agromyzidae. A fost descrisă pentru prima dată de William Lundbeck în anul 1901. Conform Catalogue of Life specia Phytoliriomyza arctica nu are subspecii cunoscute.